# Centro Cultural de Naciones Variables de Kaunas

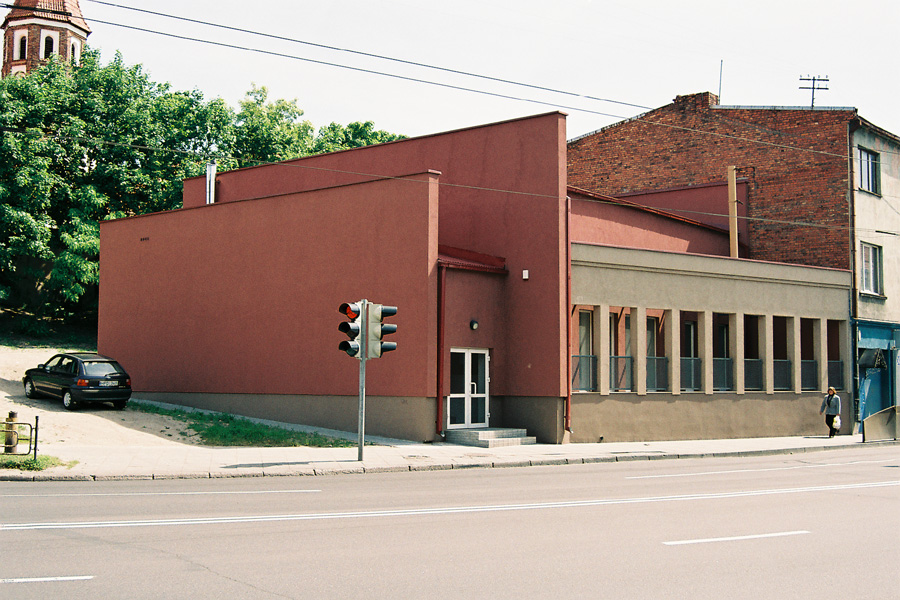
Šv. Gertrūdos calle 58, Kaunas,
LT 44261, Lituania

El Centro Cultural de Naciones Variables de Kaunas es una institución cultural y educacional que está destinada a preservar las identidades culturales de las minorías nacionales, y estimular su integración positiva en la sociedad de Lituania. La institución promueve la tolerancia internacional y nacional, y se esfuerza en el desarrollo cívico de la sociedad.

## Historia
La institución fue fundada el 30 de abril de 2004 por el Departamento de Minorías Nacionales Lituanas y Emigración bajo el Gobierno de la República Lituania y por el Consejo de Municipalidad de Kaunas. La inauguración oficial del edificio del Centro Cultural de Naciones Variables de Kaunas fue el 18 de noviembre de 2004. Basado en la decisión del Gobierno de la República Lituania, el Departamento de Minorías Nacionales y Lituanos de Emigración fue reorganizado, y el 1 de enero de 2010 el Ministerio de Cultura de la República Lituania se convirtió en miembro de la institución. El director Dainius Babilas trabaja en esta posición desde la fundación de la institución.

## Actividades
La institución mantiene más de 70 eventos culturales al año, por ejemplo: conciertos, exhibiciones del arte, reuniones sociales, lecturas de poesía, presentaciones de libros, degustaciones de patrimonio culinario. También organiza formación y seminarios para los líderes de comunidades de las minorías nacionales, para los miembros activos de la organización y para otros. La institución ayuda a los científicos y especialistas en la organización de conferencias científicas, seminarios y debates sobre la historia, actividades y problemas de integración de minorías nacionales. La administración de la institución recoge, clasifica y distribuye la información sobre minorías nacionales, ayuda para los científicos, estudiantes y alumnos en sus investigaciones, también prepara los artículos y comunicados de prensa y participa en varios programas de TV y radio.
Del 2006 al 2012 la entidad ha estado organizando el festival anual de minorías étnicas de Lituania, llamado «Puentes de Cultura», el cual es uno de los más importantes eventos de minorías étnicas en Lituania. Durante el festival los mejores grupos musicales de dichas minorías realizan conciertos, se realizan presentaciones de artesanías y actividades creativas infantiles. Este evento se organiza tradicionalmente al aire libre, en el centro de la ciudad Kaunas, pero en el 2013 se organizó en la ciudad de Alytus. En los años 2008 y 2013 la entidad organizó el Festival de escuelas dominicales de minorías étnicas de Lituania, el cual cada año es organizado en una ciudad distinta del país.
Desde 2006 la institución regularmente organiza eventos de fotografía donde fotógrafos profesionales enseñan a miembros de comunidades y estudiantes como crear exhibiciones de las distintas culturas. Después sus trabajos son exhibidos en centros culturales, galerías, escuelas, supermercados y otros lugares públicos.
La institución tiene relaciones cercanas con las instituciones no gubernamentales de las minorías nacionales - armenios, bielorrusos, polacos, gitanos, rusos, tártaros, ucranianos, alemanes, judíos, etc.). Eventos varios, reuniones y ensayos de artistas son constantemente organizados por las comunidades de las minorías nacionales en las instalaciones de la institución.
Es la única institución de este tipo en la región de Kaunas y la Casa de Comunidades Nacionales es la única organización similar en Vilna.

## Cooperación internacional
La entidad inicia y organiza proyectos internacionales conforme a programas de la Unión Europea como: desde el 2007 - el «Programa de Enseñanza Durante toda la Vida» (Grundtvig, Leornardo da Vinci) y «Jóvenes en Acción», mientras que desde el 2014 empezó a organizar el "Erasmus+". El Centro tiene relaciones con los asociados del proyecto en Alemania, Reino Unido, Noruega, Islandia, etc. Participación en los proyectos de otras instituciones también es parte de su actividad. Los empleados de la institución participan en las enseñanzas y seminarios de calificación internacional, también en las conferencias, internados, programas de intercambio juvenil y visitas de presentación bajo programas de la Unión Europea.

## Galería

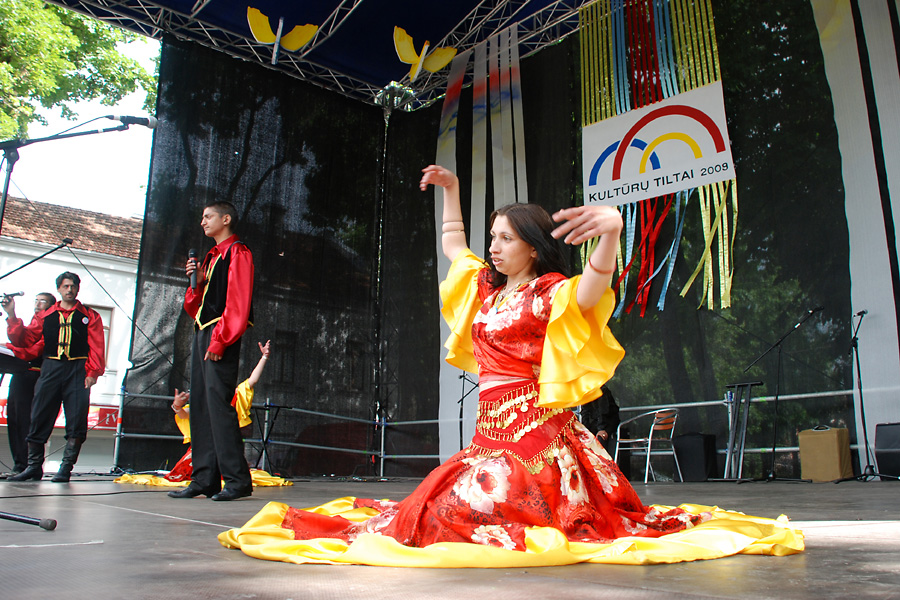
Puentes de Cultura 2009
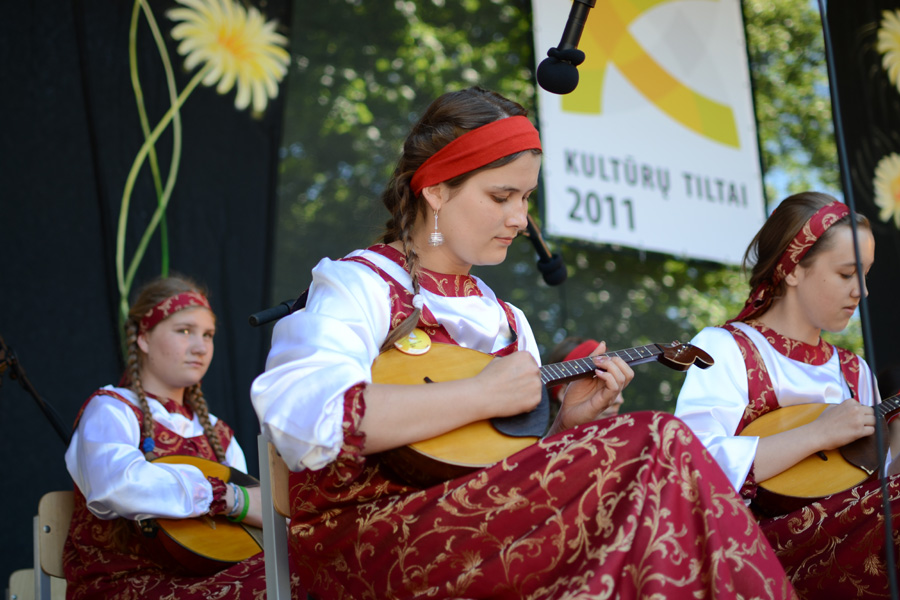
Puentes de Cultura 2011
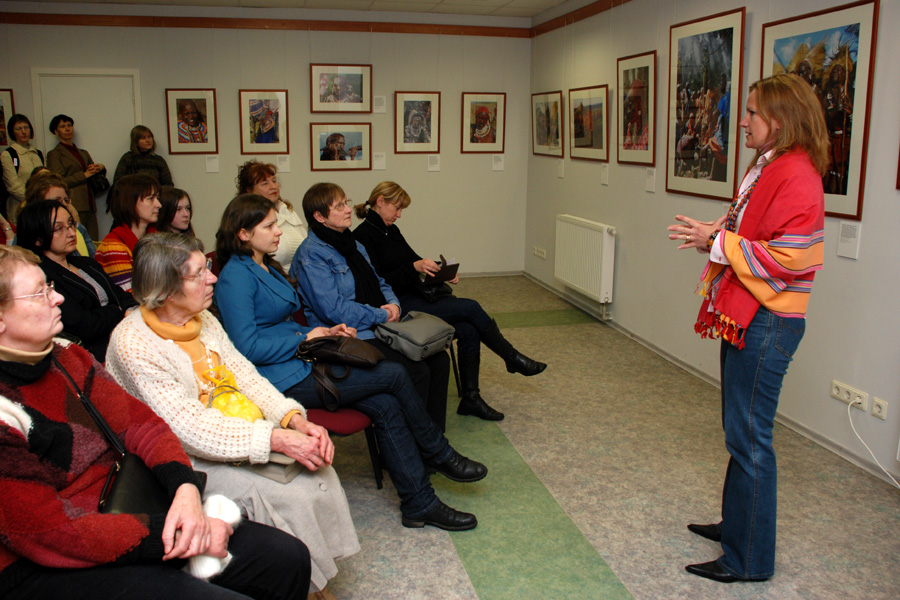
Exhibición sobre África
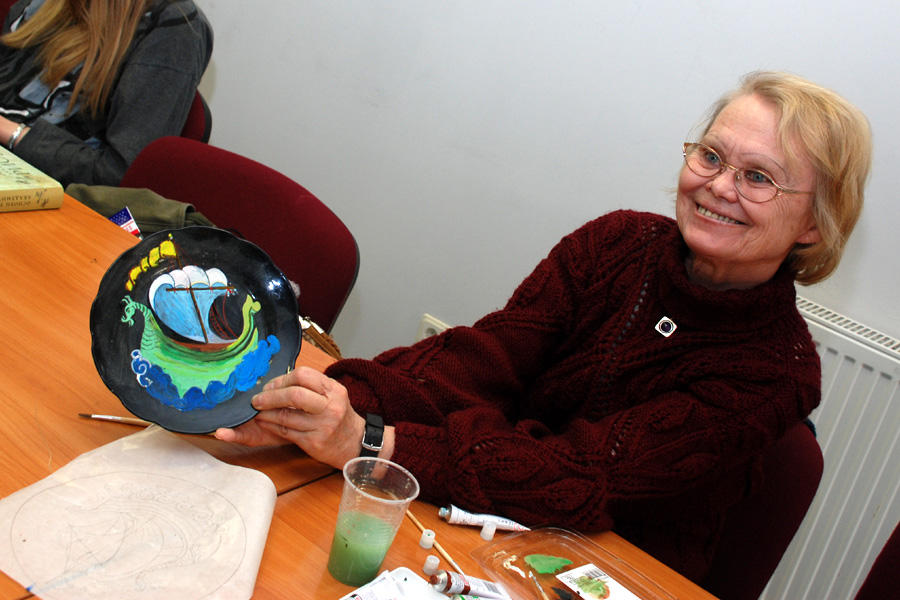
Enseñanza de artesanías

- Datos: Q1489862
- Multimedia: Kaunas Cultural Centre of Various Nations / Q1489862